# العصبة اللاتينية
كانت العصبة اللاتينية (تقريبًا من القرن السابع قبل الميلاد حتى عام 338 قبل الميلاد) بمثابة اتحاد كونفدرالي قديم يضم حوالي 30 قرية وقبيلة في منطقة لاتيوم بالقرب من مدينة روما القديمة وقد نظم للدفاع المشترك. مصطلح «العصبة اللاتينية» هو مصطلح صاغه المؤرخون الحديثون بدون معادل لاتيني دقيق.

## إنشاء العصبة اللاتينية
تم إنشاؤها في الأصل للحماية من الأعداء من المناطق المحيطة بها مثل الأتروريون تحت قيادة مدينة ألبا لونغا. يدعي جزء غير كامل من نقش سجله كاتو الأكبر أنه وفي وقت من الأوقات كانت العصبة تضم توسكولوم، وأريكتشيا، ولانوفيوم، ولافينيوم، وكورا، وتيفولي، وبوميتيا، وأرديا.

## القيادة الرومانية للعصبة
خلال عهد تاركوينيوس سوبربوس، تم إقناع اللاتين بالاعتراف بقيادة روما. تم تجديد المعاهدة مع روما وتم الاتفاق على حضور قوات اللاتين في يوم معين لتشكيل قوة عسكرية موحدة مع قوات روما. تم ذلك، وشكل تاركوينيوس وحدات مشتركة من القوات الرومانية واللاتينية.
شكلت الجمهورية الرومانية المبكرة تحالفًا مع العصبة اللاتينية في عام 493 قبل الميلاد. وفقًا للتقاليد الرومانية، فإن المعاهدة، وهي كاسيوم، تبعت النصر الروماني على العصبة في معركة بحيرة ريجيلوس. إنها تشترط أن تشترك كل من روما والعصبة اللاتينية في النهب خلال الفتوحات العسكرية (التي ستكون فيما بعد أحد أسباب الحرب اللاتينية 341-338 قبل الميلاد) وأن أي حملات عسكرية بين الاثنين سيقودها جنرالات رومان. ساعد التحالف في صد الهجمات من شعوب مثل إيكوي وفولسكي، وقبائل جبال أبيناين، الذين تم منعهم من غزو لاتيوم من خلال مزج الجيوش.
لا يزال من غير الواضح ما إذا كان اللاتين قد قبلوا روما في العصبة أم أن المعاهدة قد وقعت بين روما والعصبة اللاتينية.

## الحروب مع روما
خلال المملكة الرومانية والجمهورية الرومانية المبكرة إلى المتوسطة، كانت هناك نزاعات عديدة بين روما واللاتين، مما أدى إلى عدة حروب بين روما والمدن اللاتينية الفردية وأحيانًا مع العصبة بأكملها.
أدت القوة المتزايدة لروما تدريجيًا إلى سيطرتها على العصبة. أدى تجديد المعاهدة الأصلية في عام 358 قبل الميلاد إلى تأسيس القيادة الرومانية رسميًا، وفي النهاية أدى إلى اندلاع الحرب اللاتينية (343-338 قبل الميلاد). وبعد النصر الروماني، تم حل العصبة.
بعد عام 338 قبل الميلاد، أي بعد نهاية العصبة اللاتينية، أعادت روما تسمية المدن بلدية وأسست مستعمرة داخلها. هذا يعني أن المدن كانت تحكمها الآن روما (أو الجمهورية الرومانية) وأن الأشخاص الذين يعيشون هناك كانوا يُعتبرون مستعمرين رومانيين.

## المدن
ألبا لونغا (مؤسس - دمرت في منتصف القرن السابع قبل الميلاد)، وأرديا، وأريكتشيا، وكاميريا (التي دمرت في 502 قبل الميلاد)، وكورا، ولانوفيوم، ولافينيوم، وبوميتيا، وتيفولي، وتوسكولوم.